# Václavov (Miroslav)
Václavov (německy Wenzldorf) je bývalá vesnice, součást města Miroslav v okrese Znojmo. Původně byl samostatnou vsí, v roce 1907 byl přičleněn k Miroslavi. Jeho katastrální území bylo zrušeno v roce 1966.

## Název
Nejstarší doložená podoba jména vesnice byla Weinzürlsdorf. Jejím základem bylo obecné německé wīnzürl - "vinař". Místní jméno tedy znamenalo "ves vinařů". Nářečním hláskovým vývojem vznikl tvar Weinzeldorf (doklady z 15. a 16. století), jehož první část byla přikloněna k osobnímu jménu Wenzel - "Václav", čímž vznikla podoba Wenzel(s)dorf - "Václavova ves" doložená od 17. století. Do češtiny byla tato novověká podoba převedena jako Václavov, třebaže Alois Vojtěch Šembera se pokusil prosadit domněle původní tvar Vincířov.

## Historie
První písemná zmínka o Václavově pochází z roku 1368 (Weynczoerlsdorf). Vytvářel jižní část miroslavské „aglomerace“, severně od něj se v kotlině Miroslavky nacházela trhová Prostřední Ves (centrum dnešní Miroslavi) a na protějším svahu údolí pak Pemdorf. Václavov leží na severním svahu Markova kopce, původní vesnice byla tvořena oboustrannou ulicovkou vedenou po vrstevnici (dnešní ulice Václavov). Východně i západně od tohoto jádra se v první čtvrtině 19. století nacházela roztroušená domkařská zástavba, především dnešní ulice Česká a Rybniční.
V roce 1907 se do té doby samostatný Václavov stal součástí Miroslavi a následně s ní urbanisticky a stavebně zcela splynul. Nadále si udržoval status místní části, který zanikl v roce 1980. Samostatné katastrální území Václavova bylo již v roce 1966 zrušeno a jeho plocha byla přičleněna k miroslavskému katastru.
Na území Václavova byl při cestě do Hostěradic založen v roce 1857 evangelický hřbitov.

## Obyvatelstvo
| 1869 | 1880 | 1890 | 1900 | 1910 | 1921 | 1930  | 1950 | 1961 | 1970 | 1980 | 1991 | 2001 | 2011 |
| ---- | ---- | ---- | ---- | ---- | ---- | ----- | ---- | ---- | ---- | ---- | ---- | ---- | ---- |
| 653  | 679  | 760  | 847  | 959  | 979  | 1 271 | 685  | 695  | 432  | —    | 306  | —    | —    |

## Galerie

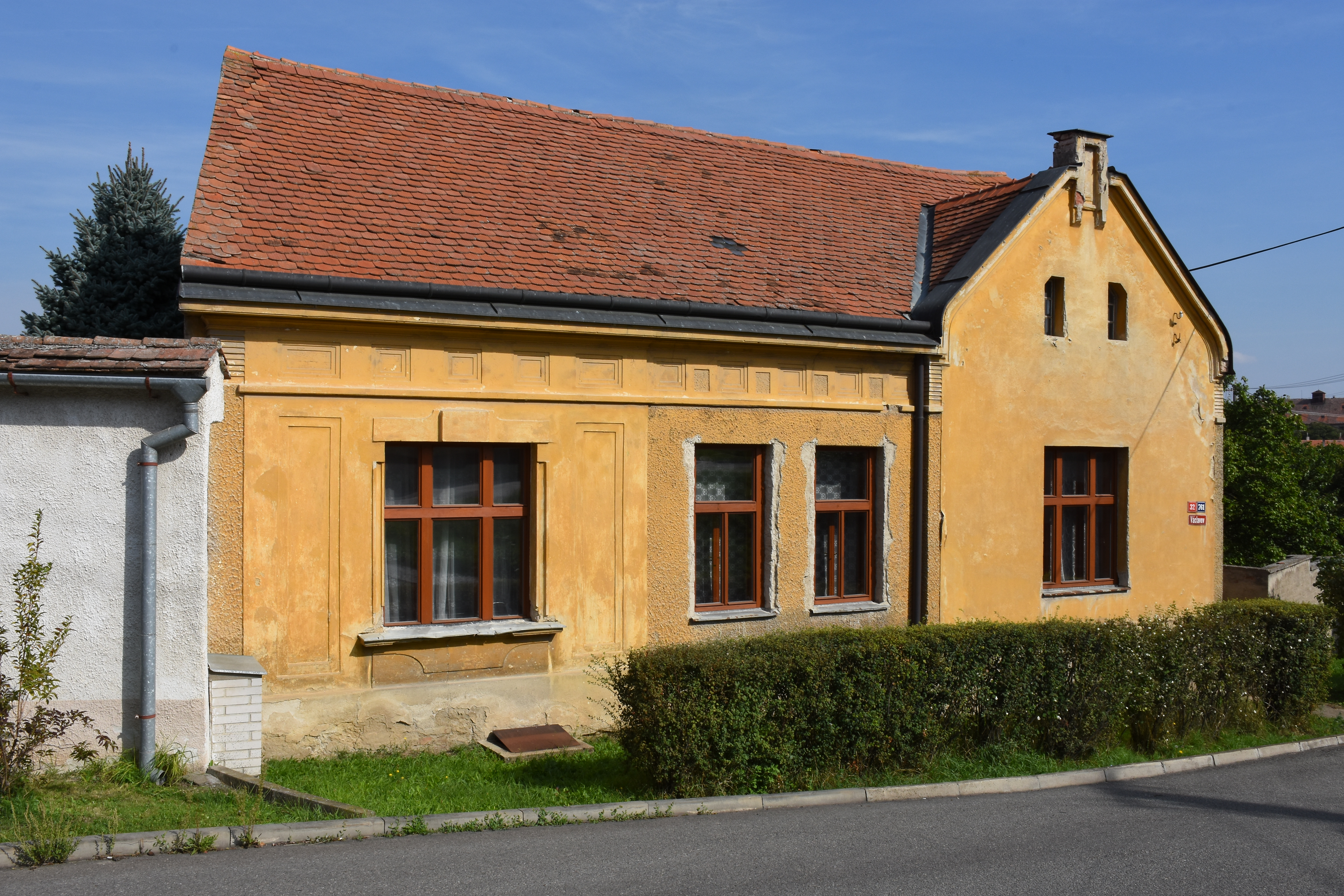
Dům čp. 32
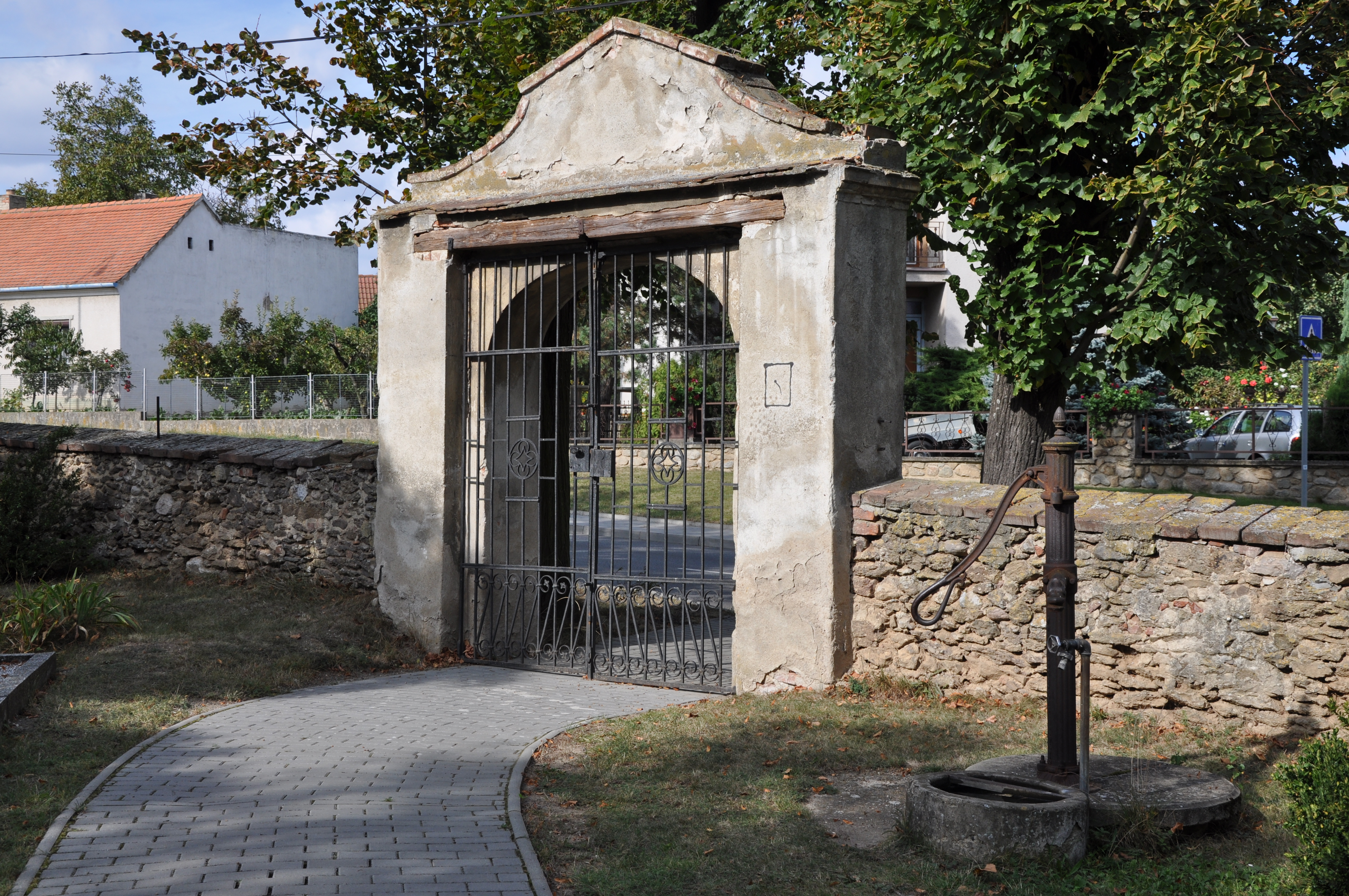
Evangelický hřbitov
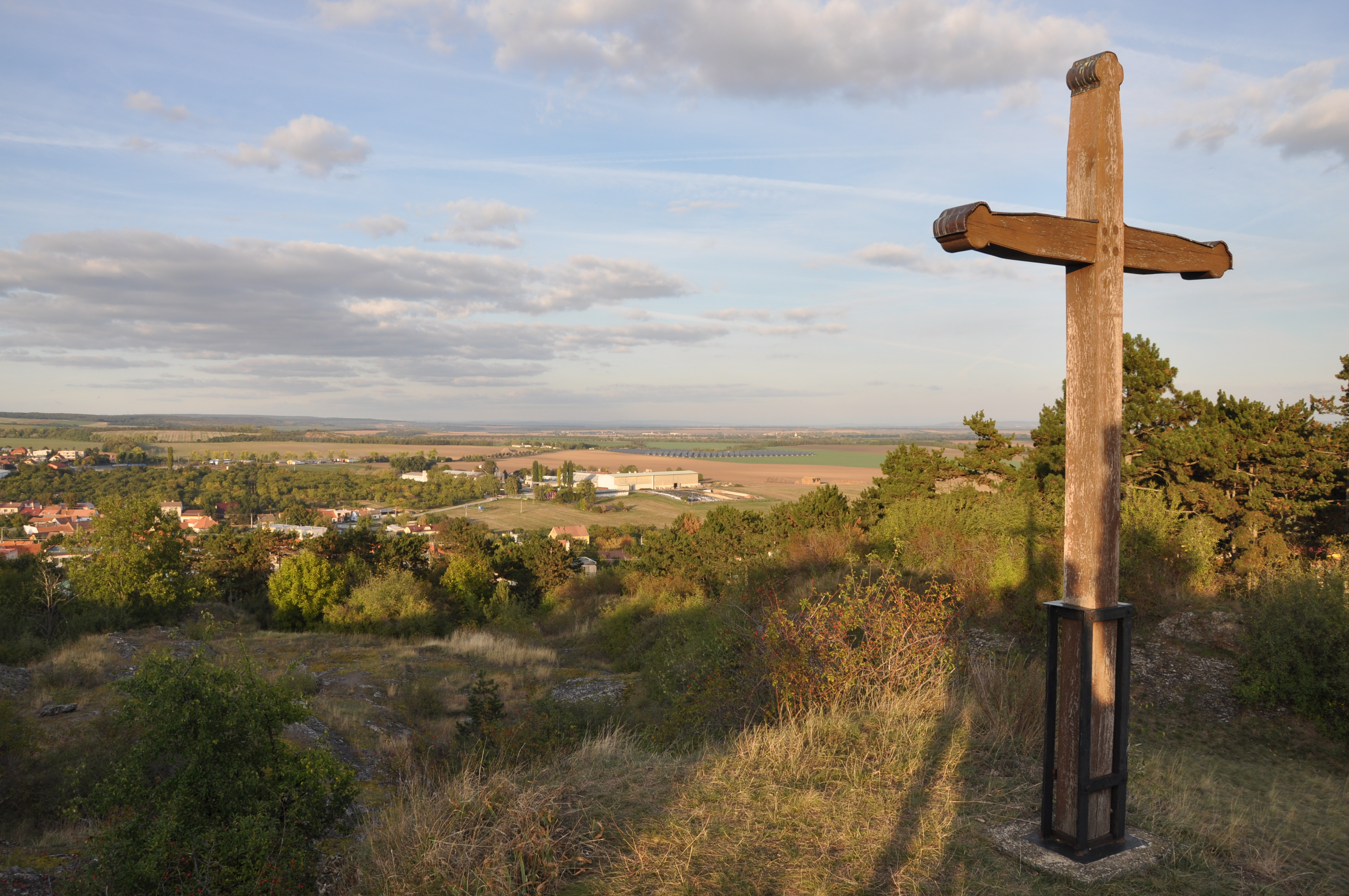
Markův kopec s výhledem na Miroslav